# Кривень Михайло Якович
Миха́йло Я́кович Кри́вень (нар. 20 липня 1954 року Липівка, Рогатинський район, Івано-Франківська область) — український співак і педагог, професор Прикарпатського національного університету імені Василя Стефаника.

## Життєпис
Народився  селі Липівці на Рогатинщині. Закінчив Рогатинську школу № 1, Львівське училище культури, хоровий відділ. У Львівській державній консерваторії навчався співу в народного артиста, видатного оперного співака, професора Павла Кармалюка.
Після цього працював в Ансамблі пісні і танцю Прикарпатського військового округу, в Івано-Франківському музично-драматичному театрі. Через чотири роки перейшов до Івано-Франківської обласної філармонії. Був солістом-вокалістом камерного оркестру.
З 1998 року на викладацькій роботі у Прикарпатському університеті імені Василя Стефаника, з 2001 року — професор кафедри театрального мистецтва Інституту мистецтв Прикарпатського університету.
Перший прикарпатський професійний співак, який 1990 року сміливо заспівав українські національні пісні-шедеври («Ой у лузі червона калина», «Засумуй, трембіто», «Вставай, Україно!»), а також Державний Гімн України.

## Відзнаки
Здобув звання: 1989 року — «Заслужений артист України», 1996 року — «Народний артист України».
Лауреат премій: імені Мирослава Ірчана (1988), імені Василя Стефаника в галузі літератури і мистецтв (2001).